# Kompleks stare tvornice u Savskom Marofu
Kompleks stare tvornice žeste i pjenice je industrijska građevina u mjestu Savski Marof i općini Brdovec.

## Opis
Kompleks stare tvornice žeste i pjenice nalazi se u jugozapadnom dijelu naselja Savski Marof. Tvornica je osnovana na januševačkom vlastelinstvu u drugoj polovici 19. stoljeća. Od nekadašnjega feudalnog imanja “Vrbina” (u čijem je središtu bila zidana kurija), sačuvale su se dvije gospodarske građevine (staja i vršilnica) sagrađene prije 1850. godine, dok ostale tvorničke zgrade i dva dimnjaka od opeke datiraju s kraja 19. i prvih desetljeća 20. stoljeća.Stara tvornica žeste i pjenice u Savskom Marofu prva je takve vrste na prostorima Hrvatske te je ujedno bila jedan od pokretača njezina gospodarskog i industrijskog razvitka. Predstavlja vrijedan primjer hrvatske industrijske arhitekture iz druge polovice 19. i prvih desetljeća 20. stoljeća.

## Zaštita
Pod oznakom Z-6671 zaveden je kao nepokretno kulturno dobro - pojedinačno, pravna statusa zaštićena kulturnog dobra, klasificirano kao "profana graditeljska baština".